# Cloudcroft
Cloudcroft is een plaats (village) in de Amerikaanse staat New Mexico, en valt bestuurlijk gezien onder Otero County.

## Demografie
Bij de volkstelling in 2000 werd het aantal inwoners vastgesteld op 749. In 2006 is het aantal inwoners door het United States Census Bureau geschat op 754, een stijging van 5 (0,7%).

## Geografie
Volgens het United States Census Bureau beslaat de plaats een oppervlakte van 3,9 km², geheel bestaande uit land. Cloudcroft ligt op ongeveer 2399 m boven zeeniveau.

## Plaatsen in de nabije omgeving
De onderstaande figuur toont nabijgelegen plaatsen in een straal van 32 km rond Cloudcroft.

## Geboren in Cloudcroft
- Ronny Cox (1938), acteur en muzikant